# Георгина Пота
Георгина Пота (на унгарски: Póta Georgina) е унгарска състезателка по тенис на маса, многократна европейска шампионка. Играе с дясна ръка с европейски захват на хилката, а екипировката ѝ е на Стига. Най-високото ѝ класиране е 34 през май 2005 г.. Настоящото ѝ класиране е № 45 от юли 2014 г. 

## Биография
Пота е родена на 13 януари 1985 г. в Будапеща, Унгария. Започва да играе тенис на маса от 1990 г. Между 1994 и 2008 г. играе за отбора на Статистика в Унгария, а понастоящем е част от отбора на TTC Berlin Eastside.
През 1998 г. вече е в топ 12 в Унгария и участва на младежкото европейско първенство в Норча, Италия, където завършва втора на двойки-кадетки с Илдико Черник. Година по-късно печели първата си европейска титла след като печели на смесени двойки при кадетките заедно с Даниел Цвикъл. През следващите години печели много медали, включително три златни в младежка категория (двойки жени и отборно – 2001, Терни; сингъл – 2002, Москва).
Първият ѝ голям успех при жените идва през 2007 г., когато печели златен медал в отборното класиране на Европейското първенство по тенис на маса в Белград. Освен това тя печели сребърен медал при двойките и бронзов медал на смесени двойки. На следващата година печели златен медал на европейското първенство този път на двойки с Кристина Тот. В отборното класиране остава втора с отбора на Унгария.
Състезава се на летните олимпийски игри в Пекин, където отпада в третия кръг от Ван Нан от Китай, която по-късно печели сребърния медал. Четири години по-късно на летните олимпийски игри в Лондон влиза директно във втория кръг поради класирането си в схемата и играе срещу Тян Юан. Побеждава състезаващата се за Хърватия китайка с 4 – 1, преди да отпадне в следващия кръг със същия резултат от Парк Ми-юн.
През 2014 г. печели немската национална купа и шампионат с отбора на TTC Berlin Eastside и също триумфира в Шампионската лига по тенис на маса.

## Награди
- Състезателка на годината по тенис на маса в Унгария: 2004, 2012, 2013
- Junior Prima Award: 2007